# Rafael María de Labra y Cadrana
Rafael María de Labra y Cadrana (l'Havana, 7 de setembre de 1840 – Madrid, 16 d'abril de 1918) va ser un ideòleg i polític espanyol, liberal i republicà, actiu antiesclavista i escriptor prolífic.

## Biografia
Fill d'una parella de pagesos asturians: Rafaela (natural de Gijón, filla del subintendent de Cuba, Ignacio González Cadrana) i de Ramón María de Labra (nascut a Cangues d'Onís en 1788).
Sent encara nen es va traslladar amb la seva família a Espanya, va viure primer a Cadis i des que va tenir deu anys en Madrid, i va estudiar les carreres de Filosofia i Lletres i de Dret a la seva universitat, graduant-se d'advocat en 1860. Un any abans va rebre de mans de Salustiano de Olózaga Almandoz un premi a l'eloqüència en l'Acadèmia de Jurisprudència i Legislació. El 15 de novembre de 1857 ingrés com a Membre a l'Ateneo de Madrid (amb el número 1769, presentat per Enrique Lemming, Fernando Cos-Gayón y Pons i Gabino María Armeiza), on molt aviat es va donar a conèixer gràcies a les seves facultats com a orador. Es va iniciar en el periodisme a El Contemporáneo i a La Discusión. En la Revista Hispanoamericana (1864-1867) aviat va proposar l'autonomia de Cuba. Va ser gran activista de la Societat Abolicionista Espanyola fundada en 1865, i fou president del Comitè executiu des de 1868 a 1876 en què va ocupar la Presidència de la Societat, que es va dissoldre en 1888, un cop erradicada l'esclavitud de les nacions hispàniques. El seu antiesclavisme li va comerciejar grans enemistats a Cuba, assegurant Miguel Moya (Oradores políticos) que un periòdic integrista cubà va obrir un subscripció per premiar a qui aconseguís aniquilar-lo: «Per treure-li els ulls, 100. Per trencar-li el cor d'una punyalada, 500. Per arrossegar-lo, 1.000 pesos.».
A les eleccions generals espanyoles de 1871 va ser elegit diputat en Corts per L'Infiestu, Astúries, sense pertànyer a cap partit polític. Va aconseguir que el Congrés dels Diputats aprovés la Llei d'abolició de l'esclavitud.
Va ser un dels fundadors de la Institución Libre de Enseñanza en 1876, de la qual fou rector de 1881 a 1882 i de 1885 a 1918.